# Laurent Philippon
Pour les articles homonymes, voir Philippon.
Laurent Philippon est un coiffeur français né le 25 avril 1970 à Oyonnax (Ain). Il est par ailleurs l'auteur d'un livre sur l'histoire de la coiffure Hair, Fashion & Fantasy paru en novembre 2013 chez l'éditeur anglais Thames & Hudson.

## Biographie

### Débuts
Adolescent, il passe beaucoup de temps dans le salon de coiffure paternel où il découvre avec enthousiasme sa vocation. Il choisit ainsi, comme son grand-frère, d'embrasser la carrière de coiffeur. Il commence alors à travailler comme apprenti sous l'égide de « Maurice et Gérard » (disciples du  célèbre Vidal Sassoon) et participe brillamment à de nombreux concours de coiffure nationaux et internationaux. Puis suivant les conseils de son père, il fait son service militaire chez les pompiers de Paris et s'installe dans la capitale en août 1989.

### Parcours professionnel
Laurent proﬁte alors de son temps libre pour se présenter spontanément dans le prestigieux salon de coiffure Alexandre de Paris. Il y obtient une place et travaille bénévolement à temps partiel. Six mois plus tard, dégagé du service militaire, il est embauché comme assistant. Il accompagne Monsieur Alexandre dans ses déplacements pour coiffer des clientes célèbres comme Elizabeth Taylor, la baronne Marie-Hélène de Rothschild, ou Sophia Loren et se familiarise ainsi avec les techniques de la Haute coiffure Française. Il est envoyé ensuite sur des prises de vues, des déﬁlés chez les couturiers : Yves Saint Laurent, Chanel, Givenchy, Christian Lacroix, Balmain… c'est là qu'il découvre le monde de la mode. Il travaille avec Alexandre jusqu'en 1992, date à laquelle le salon est vendu.
Laurent Philippon rencontre alors Julien d'Ys et intègre sa toute nouvelle agence Atlantis, représentante de la crème des coiffeurs studio de l’époque :  Julien D'Ys, Orlando Pita, Sam McKnight, Yannick d'Is, elle répondait aux besoins exigeants des photographes et des marques de mode en vogue : Yohji Yamamoto, Dries Van Noten, Comme des Garçons, Thierry Mugler, Claude Montana. À leurs côtés, Laurent Philippon y découvre une nouvelle vision de la coiffure. Il perfectionne son savoir faire en tant qu'assistant puis enchaîne les déﬁlés à Paris, Milan, New York.
C'est d'ailleurs en 1994, lors d'un défilé Jean Paul Gaultier et sous la houlette d'Orlando Pita, qu'il fait la connaissance de Michael Gordon, fondateur des cosmétiques capillaires Bumble and bumble. Cette rencontre marque le début d'une collaboration en tant que « creative consultant ».

### Carrière internationale
Il poursuit sa carrière solo entre New York et Paris. C'est tout d'abord au côté du photographe David Lachapelle qu'il collabore avec le magazine Vogue Paris, puis durant l'année 1997, il signe dix couvertures du magazine Vogue Anglais avec le photographe  Regan Cameron. Suivront de nombreux shooting avec d'autres stars emblématiques de la photographie de mode : Zhong Lin, Carlijn Jacobs, Solve Sunsbo, Charlotte Whales, Arnaud Lajeunie, Elizaveta Porodina, Sharna Osborne, Patrick Demarchelier, Steven Klein, Peter Lindbergh, Jean-Paul Goude, Nick Knight, Karl Lagerfeld, Cristophe Kutner, Nathaniel Goldberg, Cédric Buchet, ou Ben Hasset.
En 2003, Laurent Philippon devient le premier non américain à gagner le prix de la meilleure coiffure aux « MVPA Music Awards » pour le vidéo clip de Gwen Stefani It´s my life.
Il coiffe régulièrement bon nombre d'actrices de cinéma (Uma Thurman, Pamela Anderson, Salma Hayek, Demi Moore, Charlotte Gainsbourg, Naomi Watts), des artistes (Gwen Stefani, Lady Gaga, Britney Spears, Björk, Jennifer Lopez, Miley Cyrus) et des célébrités (Rania de Jordanie, Daphne Guinness, Dita von Teese, Naomi Campbell, ou Claudia Schiffer).
La marque Bumble&bumble est rachetée par le groupe Estée Lauder en 2006 et le contrat de Laurent Philippon est reconduit. Il continue à participer à la conception de produits coiffants révolutionnaires comme la cire coiffante Sumowax, la laque « Spray de mode » et la ligne de shampooing sec coloré « Hair Powders ».
Il multiplie également les publications (Vogue, Allure, Harpers Bazaar, Numéro Paris, I-D, Dazed & Confused…) et dirige la cabine coiffure dans de nombreux défilés : Rick Owens, Lacoste, Guy Laroche, Ralph Rucci, Kenzo, Herve Leger, Victoria's Secret...
Durant ces 15 dernières années, Laurent Philippon a peaufiné ses talents esthétiques jusqu'à devenir un véritable architecte du cheveu, élaborant des coiffures uniques, mêlant prouesses techniques et recherche artistique, comme le soulignent les plus grands magazines de mode,.
En 2022 il devient ambassadeur de la marque Olaplex et participe à l'élaboration de leur ligne de produits capillaires.

## Publication
Sa passion du métier le conduit à écrire un livre sur l'art de la coiffure en associant des images de grands photographes de mode avec de rares photos d'archives. Il entame alors l'écriture, les recherches iconographiques et historiques. Pour enrichir son contenu, il fait appel à des collègues, personnalités, journalistes, artistes et icones de la mode: Julien d'Ys, Vidal Sassoon, Orlando Pita, Natasha Fraser-Cavassoni, Kathy Philips, Daphne Guinness, David Lachapelle, ou encore Dita von Teese.
Hair, Fashion and Fantasy voit le jour chez l'éditeur anglais Thames & Hudson en novembre 2013. Ce livre célèbre l'art de la coiffure avec son aspect symbolique, culturel et son fascinant pouvoir de métamorphose chez l'humain, à travers les âges. Il évoque, en huit grands styles, le langage universel que représente la coiffure : la natte, les boucles, les cheveux lâchés, la coloration, la crête iroquoise, le chignon, la perruque, le cheveu court.